# Challenge Cup féminine 2012-2013
Navigation
Édition précédente Édition suivante
La Challenge Cup féminine 2012-2013 est la 33e édition de la Challenge Cup féminine.

## Participants
Le nombre de participants est basé sur le classement des pays:
| Pos. | Pays               | Nombre d'équipes | Équipes 1                                                                                               |                                                                                               |
| ---- | ------------------ | ---------------- | --- | --------------------------------------------------------------------------------------------- |
| 1    | Russie             | 1                | Dinamo Krasnodar                                                                                        | Dinamo Krasnodar                                                                              |
| 2    | Italie             | 2                | Universal Modena Rebecchin.Meccanica Piacenza (issu de la Coupe de la CEV)                              | Universal Modena Rebecchin.Meccanica Piacenza (issu de la Coupe de la CEV)                    |
| 3    | Turquie            | 1                | TED Ankara Kolejliler (issu de la Coupe de la CEV)                                                      |                                                                                               |
| 4    | France             | 1                | Le Cannet VB                                                                                            |                                                                                               |
| 5    | Pologne            | 1                | AZS Białystok (issu de la Coupe de la CEV)                                                              |                                                                                               |
| 6    | Serbie             | 2                | Kolubara Lazarevac Tent Obrenovac (issu de la Coupe de la CEV)                                          |                                                                                               |
| 7    | Roumanie           | 2                | CSU Medicina Târgu Mureș CSM Bucureşti                                                                  |                                                                                               |
| 10   | Allemagne          | 2                | Aurubis Hamburg USC Münster                                                                             | Aurubis Hamburg USC Münster                                                                   |
| 11   | Croatie            | 2                | ŽOK Split 1700 (issu de la Coupe de la CEV ŽOK Rijeka (issu de la Coupe de la CEV                       |                                                                                               |
| 12   | Suisse             | 1                | Volleyball Franches-Montagnes                                                                           |                                                                                               |
| 13   | Tchéquie           | 2                | SK UP Olomouc (issu de la Coupe de la CEV) VK Královo Pole (issu de la Coupe de la CEV)                 |                                                                                               |
| 14   | Autriche           | 2                | UVC Holding Graz VC Tirol                                                                               |                                                                                               |
| 15   | Belgique           | 2                | VC Oudegem VDK Gent Dames                                                                               |                                                                                               |
| 16   | Grèce              | 2                | Olympiakos Pirée AEK Athènes (issu de la Coupe de la CEV)                                               | Olympiakos Pirée AEK Athènes (issu de la Coupe de la CEV)                                     |
| 17   | Pays-Bas           | 3                | Peelpush Meijel Irmato Weert (issu de la Coupe de la CEV) Sliedrecht Sport (issu de la Coupe de la CEV) |                                                                                               |
| 19   | Ukraine            | 1                | Khimik Youjne (issu de la Coupe de la CEV)                                                              |                                                                                               |
| 20   | Slovénie           | 3                | Calcit Kamnik Spodnja Savinjska Sempeter Nova KBM Branik Maribor (issu de la Coupe de la CEV)           | Calcit Kamnik Spodnja Savinjska Sempeter Nova KBM Branik Maribor (issu de la Coupe de la CEV) |
| 21   | Chypre             | 3                | Anorthosis Famagusta AEL Limassol Apollon Limassol                                                      | Anorthosis Famagusta AEL Limassol Apollon Limassol                                            |
| 23   | Slovaquie          | 2                | Doprastav Bratislava Slavia Bratislava                                                                  |                                                                                               |
| 24   | Finlande           | 1                | LP Viesti Salo (issu de la Coupe de la CEV)                                                             |                                                                                               |
| 25   | Bosnie-Herzégovine | 1                | Jedinstvo Brčko (issu de la Coupe de la CEV)                                                            |                                                                                               |
| 27   | Albanie            | 1                | Minatori Rrëshen (issu de la Coupe de la CEV)                                                           | Minatori Rrëshen (issu de la Coupe de la CEV)                                                 |
| 28   | Hongrie            | 2                | Teva GRC Gödöllö Vasas Obuda Budapest                                                                   |                                                                                               |
| 29   | Israël             | 1                | Hapoël Kfar Sabah                                                                                       |                                                                                               |
| 29   | Monténégro         | 1                | Luka Bar                                                                                                |                                                                                               |
| 31   | Suède              | 1                | Lindesberg VBK                                                                                          |                                                                                               |
| 34   | Norvège            | 1                | Stod Volley                                                                                             |                                                                                               |

## Phase de qualifiaction
37 équipes disputent la compétition en matchs aller-retour. Les vainqueurs se retrouvent alors au tour suivant. Les quatre clubs encore en liste à l'issue des quarts de finale se qualifient pour le final four.

### 2dtour

#### Équipes qualifiées
Les équipes qualifiées pour les 16e de finale sont :
- İller Bankası
- Stod Volley Steinkjer
- Hapoël Kfar Sabah
- Doprastav Bratislava
- Calcit Kamnik
- Peelpush Meijel
- VDK Gent Dames
- Apollon Limassol
- Aurubis Hamburg
- CSM Bucureşti
- AEL Limassol
- Olympiakos Pirée
- Kolubara Lazarevac

## 16ede finale

### Matchs retour
L'équipe de Minatori Rrëshen a déclaré forfait pour les 16e de finale.

### Équipes qualifiées
Les équipes qualifiées pour les 8e de finale sont :
- Universal Modena
- İller Bankası
- Doprastav Bratislava
- Dinamo Krasnodar
- Khimik Youjne
- AZS Białystok
- Irmato Weert
- LP Viesti Salo
- Le Cannet VB
- Kolubara Lazarevac
- Rebecchin.Meccanica Piacenza
- AEL Limassol
- CSM Bucureşti
- Stod Volley Steinkjer
- Aurubis Hamburg
- Hapoël Kfar Sabah

## 8ede finale

### Équipes qualifiées
Les équipes qualifiées pour les quarts de finale sont :
- İller Bankası
- Dinamo Krasnodar
- Khimik Youjne
- LP Viesti Salo
- Le Cannet VB
- Rebecchin.Meccanica Piacenza
- CSM Bucureşti
- Aurubis Hamburg

## Quarts de finale

### Équipes qualifiées
Les équipes qualifiées pour les demi-finales sont :
- Dinamo Krasnodar
- LP Viesti Salo
- Rebecchin.Meccanica Piacenza
- Aurubis Hamburg

## Demi-finales

### Équipes qualifiées
Les équipes qualifiées pour la finale sont :
- Dynamo Krasnodar
- Rebecchin.Meccanica Piacenza